# Scream (TV-serie)
Scream (även benämnd som Scream: The TV Series) är en amerikansk TV-serie skapad av Jill Blotevogel, Dan Dworkin och Jay Beattie för MTV. Serien, som är baserad på Kevin Williamson och Wes Cravens skräckfilmsserie med samma namn, hade premiär på MTV den 30 juni 2015, och består totalt av tre säsonger och trettio avsnitt. Den tredje och sista säsongen, som går under titeln Scream: Ressurection, hade premiär på TV-kanalen VH1 den 8 juli 2019.
Seriens första och andra säsong är inspelad i Louisiana (Baton Rouge och New Orleans), medan säsong 3 är inspelad i Atlanta. Den har även funnits tillgänglig för streaming på Netflix, men sedan sommaren 2022 är den helt och hållet bortplockad från hela streamingtjänsten.

## Rollista (i urval)

### Huvudkaraktärer

#### Säsong 1–2
- Willa Fitzgerald – Emma Duval
- Bex Taylor-Klaus – Audrey Jensen
- John Karna – Noah Foster
- Amadeus Serafini – Kieran Wilcox
- Connor Weil – Will Belmont (säsong 1)
- Carlson Young – Brooke Maddox
- Jason Wiles – Clark Hudson (säsong 1)
- Tracy Middendorf – Maggie Duval
- Tom Maden – Jake Fitzgerald (säsong 2)
- Kiana Brown – Zoe Vaughn (säsong 2)
- Santiago Segura – Stavo Acosta (säsong 2)

#### Ressurection
- RJ Cyler – Marcus Elliot
- Jessica Sula – Olivia "Liv" Reynolds
- Giorgia Whigham – Beth
- C. J. Wallace – Amir Ayoub
- Tyga – Jamal "Jay" Elliot
- Tyler Posey – Shane
- Keke Palmer – Kym